# Сражение под Панасовкой
Сражение под Панасовкой— бой между польскими повстанцами и русской императорской армией произошедший 22 августа (3 сентября) 1863 в ходе Январского восстания в Польше.

## Предыстория
В ночь с 13 на 14 августа (с 25 на 26 августа) 1863 года с территории Австрийской империи на помощь разбитому 12 (24 августа) в бою под Файславицами отряду Михала «Крука» Гейденрейха вышла большая группа повстанцев, численностью от 600 до 700 человек, под командованием полковника повстанческой армии Марцина «Лелевеля» Бореловского. Своей конечной целью отряд Бореловского считал соединение с более крупными формированиями восставших под командованием Александра Стемпнитского и Августина Валентина и встречу с остатками повстанцев из отряда Гейденрейха. По свидетельству Яна Тыминского, участника восстания, отряд Бореловского был хорошо экипирован и вооружен бельгийскими нарезными винтовками.
21 августа (2 сентября) повстанцы Бореловского соединились с отрядом Каетана «Цвека» Цешковского численностью до 400 человек в районе хутора Панасовка в окрестностях города Билгорай. Попытка русского отряда под командованием майора Штернберга разбить отряд Цешковского в этот день (до объединения) окончилась неудачей. Одной из рот в отряде Бореловского командовал капитан Эдуард Ньяри, венгр. Численность объединенных отрядов составила более 1200 человек. Продвижение их остановилось.

## Сражение
Бореловский считал, что соединённые отряды повстанцев преследуют силы русских войск в составе 5 рот пехоты и 200 казаков, с 2 пушками; повстанцы заняли боевые позиции на безлесных холмах, прилегающих к Панасовке, при этом отряд «Лелевеля» Бореловского (560 пехотинцев и 150 конных) должен был начать бой, а отряд «Цвека» Цешковского находился в резерве. Днем эти позиции атаковали более крупные силы (9 рот пехоты, 300 казаков, 5 пушек) под командованием майора Штернберга. Ожесточенный бой на холмах длился пять часов, пехота повстанцев на холмах в рассыпном строю вела энергичную перестрелку, а кавалерия дважды атаковала, что оказало большую помощь, отвлекая на себя огонь артиллерии. Наконец, в 10 часов вечера Бореловский двинул вперёд все свои силы, за исключением 1+1⁄2 рот стрелков. Наиболее ожесточенный бой разгорелся около фольварка Тересполь, повстанцы подожгли строения и вели бой при свете пожара. В конечном итоге Штернберг отступил. По мнению польского историка Зелинского, «русские были сбиты со всех позиций и отступали в беспорядке». Польские историки Тадеуш Манцель и Яцек Федушка также отдают победу в сражении повстанцам.
В русских дореволюционных источниках победа отдаётся русским войскам. Так в «Историческом очерке восстания, составленном в Варшавской цитадели» указывается, что Штернберг нанес повстанцам «довольно крупное поражение» после «весьма кровопролитного боя», и тем же вечером отступил «на ночлег» обратно в Билгорай. Согласно «Краткой истории Вологодского полка», повстанцы были опрокинуты и рассеялись по лесам, в свою очередь Штернберг остался ночевать на месте боя и лишь на следующий день вернулся в Билгорай, где и соединился с отрядом Иолшина. Согласно воспоминаниям генерал-фельдмаршала Д. А. Милютина, Штернберг два дня преследовал противника и 22 августа «откинул его к Звержинице».

## Итоги
Польский историк Зелинский оценивает потери русских в 360 человек убитыми и ранеными, а потери восставших — в 35 убитых и 100 раненых. Среди убитых оказался и один из командиров повстанцев, венгр Эдуард Ньяри, который скончался не приходя в сознание, от тяжелого ранения в живот, в ночь на 4 сентября 1863 года. Согласно «Краткой истории Вологодского полка», которая оценивает общую численность соединенных «банд» в 2500 человек, потери повстанцев достигали 300 человек убитыми и ранеными, в то время как русские войска потеряли 6 убитыми, 44 ранеными и 23 контуженными.
Согласно польским источникам историков Зелинского и Федушки, после сражения повстанческие отряды отошли в направлении на Звежинец, где разделились. Бореловский со своим отрядом в 750 человек двинулся на северо-запад в направлении Горая. Во время отдыха в Отроче, был атакован отрядом казаков и вынужден отойти южнее, в направлении на Батож, где вновь соединился с отрядом Цешковского, который к тому моменту уже возглавлял его заместитель Валерий Козловский (Цешковский ранее заболел и был вынужден отказаться от командования). Уже 6 сентября 1863 года весь объединенный отряд был полностью разбит отрядом регулярных войск (10 рот пехоты, 200 казаков) вышедших ранее из Люблина в бою на Совиной Горе в которой погиб и сам полковник. Оставшиеся в живых повстанцы из отряда Лелевеля частью примкнули к вырвавшемуся с поля боя отряду В. Козловского, а частью бежали в Галицию.